# Campeonato Nacional de Béisbol Superior de Nicaragua 2013
El Campeonato Nacional de Béisbol Superior “German Pomares Ordóñez” 2013 de Nicaragua (llamado comúnmente como Pomares 2013 o Campeonato Béisbol de Primera División 2013), es un torneo de Béisbol organizado por FENIBA en el que participan 18 equipos, dos de la capital que es Managua, dos de la Costa Caribe y uno de cada uno de los otros 14 departamentos del país.
Es el segundo torneo más importante del país solo detrás de la LNBP (Liga Nicaragüense de Béisbol Profesional), pero “el Pomares” atrae más público por el hecho de tener equipos en todos los departamentos de la nación.
El Campeonato comenzará el 15 de febrero de 2013.

## Equipos
| Equipo                 | Departamento         | Estadio                         |
| ---------------------- | -------------------- | ------------------------------- |
| Brumas de Jinotega     | Jinotega             | Moisés Palacios Escorcia        |
| Cafeteros de Carazo    | Carazo               | Pedro Selva                     |
| Costa Caribe           | Región del Atlántico |                                 |
| Dantos                 | Managua              | Jackie Robinson                 |
| Estelí                 | Estelí               | Rufo Marín                      |
| FrenteSur Rivas        | Rivas                | Yamil Ríos Ugarte               |
| Indígenas de Matagalpa | Matagalpa            | Chale Solís                     |
| Indios del Bóer        | Managua              | Nacional Denis Martínez         |
| Leones de León         | León                 | Héroes y Mártires de septiembre |
| Madriz                 | Madriz               | Santiago                        |
| Nueva Segovia          | Nueva Segovia        | Glorias del Deporte             |
| Productores de Boaco   | Boaco                | Ernesto Incer Álvarez           |
| Río San Juan           | Río San Juan         | Gabriel Aguirre                 |
| San Fernando de Masaya | Masaya               | Roberto Clemente                |
| Tiburones de Granada   | Granada              | Roque Tadeo Zavala              |
| Tigres de Chinandega   | Chinandega           | Efraín Tijerino                 |
| Toros de Chontales     | Chontales            | Carlos Guerra Colindres         |
| Zelaya Central         | Región del Atlántico | San Luis El Rama                |

## Primera Fase

### Posiciones
La Primera Fase o Ronda Inicial del Campeonato se jugara con los 18 equipos divididos en 3 grupos de 6 cada uno, donde los 2 primeros lugares de cada grupo y los dos mejores terceros lugares jugaran la Segunda Fase. La Primera Fase se amplió a 68 partidos.

#### Grupo A
| Equipo    | JJ | PG | PP | PCT  | JD  |
| --------- | -- | -- | -- | ---- | --- |
| Granada   | 66 | 43 | 23 | .652 | -   |
| León      | 66 | 41 | 25 | .621 | 2   |
| Dantos    | 67 | 39 | 28 | .582 | 4.5 |
| Matagalpa | 68 | 37 | 31 | .544 | 7   |
| Estelí    | 66 | 34 | 32 | .515 | 9   |
| Boaco     | 68 | 17 | 51 | .250 | 27  |

#### Grupo B
| Equipo         | JJ | PG | PP | PCT  | JD   |
| -------------- | -- | -- | -- | ---- | ---- |
| Masaya         | 66 | 44 | 22 | .667 | -    |
| Bóer           | 63 | 41 | 22 | .651 | 1.5  |
| Jinotega       | 68 | 38 | 30 | .559 | 7    |
| Chinandega     | 67 | 35 | 32 | .522 | 9.5  |
| Zelaya Central | 65 | 15 | 50 | .231 | 28.5 |
| Nueva Segovia  | 67 | 11 | 56 | .164 | 33.5 |

#### Grupo C
| Equipo       | JJ | PG | PP | PCT  | JD   |
| ------------ | -- | -- | -- | ---- | ---- |
| Costa Caribe | 65 | 45 | 20 | .692 | -    |
| Rivas        | 66 | 45 | 21 | .682 | 0.5  |
| Carazo       | 65 | 39 | 26 | .600 | 6    |
| Chontales    | 67 | 36 | 31 | .537 | 10   |
| Madriz       | 66 | 23 | 43 | .348 | 22.5 |
| Río San Juan | 68 | 14 | 54 | .206 | 32.5 |

## Segunda Fase

### Posiciones
La Segunda Fase se amplió a 28 partidos.
| Equipo       | JJ | PG | PP | PCT  | JD |
| ------------ | -- | -- | -- | ---- | -- |
| Granada      | 28 | 18 | 10 | .643 | -  |
| Costa Caribe | 28 | 17 | 11 | .607 | 1  |
| Rivas        | 28 | 17 | 11 | .607 | 1  |
| Bóer         | 28 | 17 | 11 | .607 | 1  |
| Dantos       | 28 | 15 | 13 | .536 | 3  |
| Masaya       | 28 | 13 | 15 | .464 | 5  |
| Leon         | 28 | 9  | 19 | .321 | 9  |
| Carazo       | 28 | 6  | 22 | .214 | 12 |